# Mirabello Monferrato
Mirabello Monferrato – miejscowość i gmina we Włoszech, w regionie Piemont, w prowincji Alessandria.
Według danych na styczeń 2010 gminę zamieszkiwało 1379 osób przy gęstości zaludnienia 103,9 os./1 km².